# Зворотний зв'язок (фільм)
«Зворотний зв'язок» — виробнича драма за мотивами п'єси Олександра Гельмана.

## Зміст
Фільм розкриє всі проблеми, які виникають під час будівництва. Тут знаходиться місце недолугості, брехні і потуранню. Головне – терміни, а якість другорядна. Підхід, актуальний для радянського часу, у наші дні виглядає не менш злободенно.

## Ролі
- Олег Янковський — Леонід Олександрович Сакулін
- Михайло Ульянов — Нурков
- Кирило Лавров — Окунєв
- Людмила Гурченко — Вязникова
- Ігор Владимиров — Лоншаков
- Михайло Погоржельский — Кознаков
- Всеволод Кузнецьов — Тимонін
- Ігор Дмитрієв — Артюшкін
- Дмитро Кривцов — Аблов
- Олена Ставрогіна — Віра Василівна
- Леонід Неведомський — Рамадов
- Валентина Тализіна — Петрова
- Наталя Гундарєва — Медведєва
- Микола Ситін — Кухаренко
- Віктор Трегубович — майстер Кроль
- Зоя Василькова — член бюро міськкома
- Федір Одиноков — Федір Іванович Авер'янов
- Георгій Штиль — директор Палацу культури

## Знімальна група
- Режисер: Віктор Трегубович
- Автор сценарію: Олександр Гельман
- Оператор: Едуард Розовський
- Композитор: Олексій Рибников
- Художник: Грачья Мекінян